# Omaja
Omaja es un pequeño pueblo o barrio en el municipio de Las Tunas, Cuba. Se encuentra en la parte oriental de la provincia, a 50 kilómetros al suroeste de la ciudad de Holguín.

## Historia

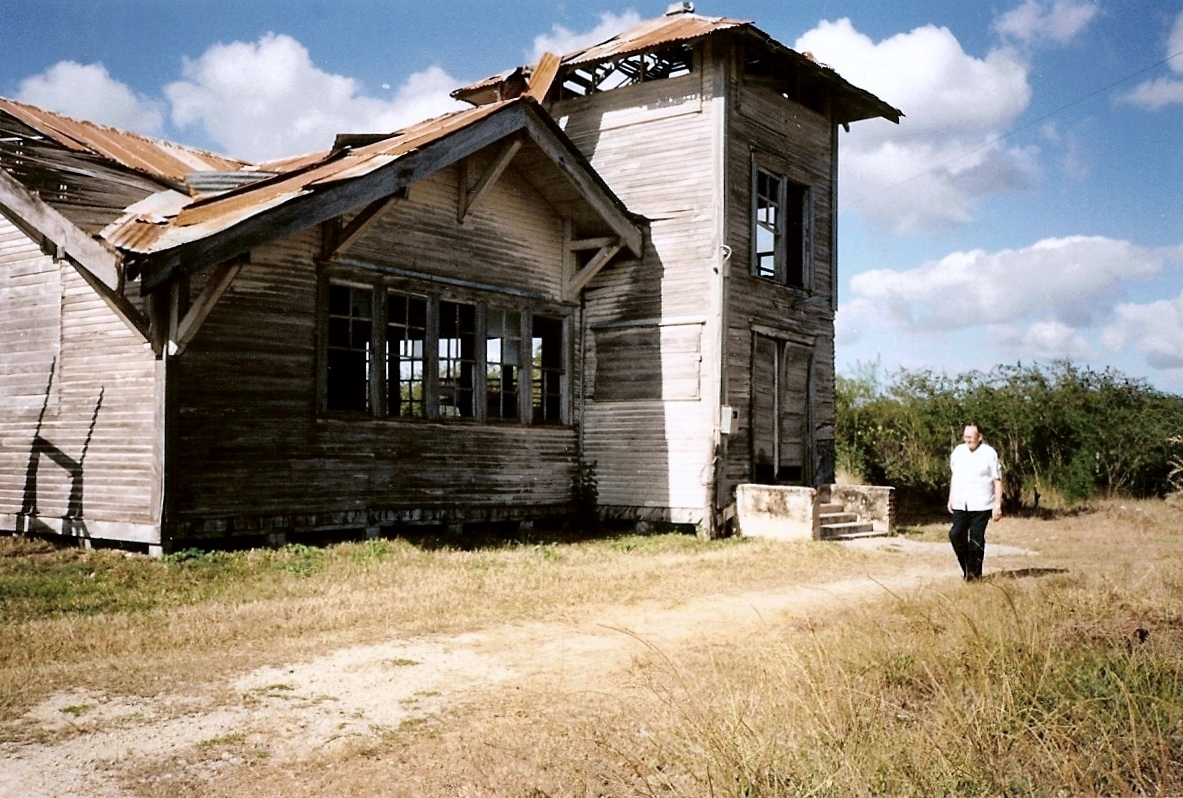
La vieja iglesia Metodista de Omaja

La tierra en la zona se vendió por Lico López por muy poco dinero a un estadounidense D.E. Kerr y su séquito. El pueblito de Omaja fue colonizada por estadounidenses Metodistas. En el año 1905, los norteamericanos que se habían asentado allí, sin perder tiempo, comenzaron la construcción de una ciudad con la arquitectura del oeste estadounidense. Las calles fueron nombradas por los hombres que las compraron: Kreider, Frankbert, Blasser, etc. A diferencia de la mayoría de otras ciudades de Cuba, Omaja no tiene una iglesia católica o establecimiento, debido a su permanencia como un pueblo pequeño, Metodista desde su fundación. Sin embargo, en el pasado por lo menos, hubo una pequeña población de católicos que organizaban una misa con un sacerdote de otro pueblo.
Entre 1909 y 1910, una sección de la  Ferrocarril Central terminó. Cuando la estación fue abierta, la ciudad fue nombrada Majibacoa, pero una vez más la prepotencia estadounidense se impuso y una nueva junta directiva con el nombre de Omaha apareció durante la noche - en alusión a una tribu de pieles rojas - los cubanos rechazaron la injerencia y después varios cambios Omaja prevaleció.
El 1919 censo revela la población Omaja consistió en 2,381 habitantes, contaba con 13 rutas, tres hoteles, un centro telefónico, un cine mudo, dos panaderías, dos cementerios (uno para los cubanos y otro para los americanos), una agencia Ford, dos aserraderos, y un taller de ebanistería.
En 1920, la violencia política entre los conservadores y los liberales, y la moratoria del banco puso un fin a los intentos realizados de neo-colonización. En 1928, con la construcción de la Carretera Central, la decadencia Omaja comenzó a terminar. Esto sucedió porque muchos de sus habitantes se trasladaron a pueblos como Las Parras, Gastón y Buena Ventura para estar más cerca a la carretera.
- Datos: Q7089485
- Multimedia: Omaja / Q7089485